# Angelica Agurbash
Angelica Agurbash (en bielorruso: Анжаліка Агурбаш y, en ruso: Анжелика Агурбаш; Minsk, RSS de Bielorrusia, Unión Soviética, 17 de mayo de 1970) es una cantante y modelo bielorrusa, conocida sobre todo por representar a su país en el Festival de la Canción de Eurovisión 2005 con la canción «Love me tonight».